# Подмокле-Мале
Подмокле-Мале (пол. Podmokle Małe, нім. Klein Posemuckel, 1937-35 Klein Posenbrück) — село в Польщі, у гміні Бабімост Зеленогурського повіту Любуського воєводства.
Населення — 464 особи (2011).
У 1975-1998 роках село належало до Зеленогурського воєводства.

## Демографія
Демографічна структура станом на 31 березня 2011 року:
|          | Загалом | Допрацездатний вік | Працездатний вік | Постпрацездатний вік |
| -------- | ------- | ------------------ | ---------------- | -------------------- |
| Чоловіки | 230     | 54                 | 157              | 19                   |
| Жінки    | 234     | 54                 | 136              | 44                   |
| Разом    | 464     | 108                | 293              | 63                   |